# Мененкёво
Мененкёво (болг. Мененкьово) — село в Болгарии. Находится в Пазарджикской области, входит в общину Белово. Население составляет 998 человек.

## Политическая ситуация
В местном кметстве Мененкёво, в состав которого входит Мененкёво, должность кмета (старосты) исполняет Васил Иванов Миланов (Объединённый блок труда (ОБТ)) по результатам выборов правления кметства.
Кмет (мэр) общины Белово — Кузман Атанасов Маринков (коалиция в составе 3 партий: Национальное движение «Симеон Второй» (НДСВ), Болгарская социал-демократия (БСД), Союз свободной демократии (ССД)) по результатам выборов в правление общины.